# Álájávrre
Álájávrre, enligt tidigare ortografi Alajaure, är en sjö i Jokkmokks kommun i Lappland och ingår i Luleälvens huvudavrinningsområde. Sjön har en area på 3,96 kvadratkilometer och ligger 915 meter över havet. Álájávrre ligger i Padjelanta Natura 2000-område. Sjön avvattnas av vattendraget Rissájåhkå.

## Delavrinningsområde
Álájávrre ingår i det delavrinningsområde (747152-155306) som SMHI kallar för Utloppet av Alajaure. Medelhöjden är 1 008 meter över havet och ytan är 19,2 kvadratkilometer. Det finns inga avrinningsområden uppströms utan avrinningsområdet är högsta punkten. Rissájåhkå som avvattnar avrinningsområdet har biflödesordning 3, vilket innebär att vattnet flödar genom totalt 3 vattendrag innan det når havet efter 461 kilometer. Avrinningsområdet består mestadels av kalfjäll (79 %). Avrinningsområdet har 3,96 kvadratkilometer vattenytor vilket ger det en sjöprocent på 20,6 %. Delavrinningsområdet täcks till 0,02 procent av glaciärer, med en yta av 0,0031 kvadratkilometer.

## Galleri

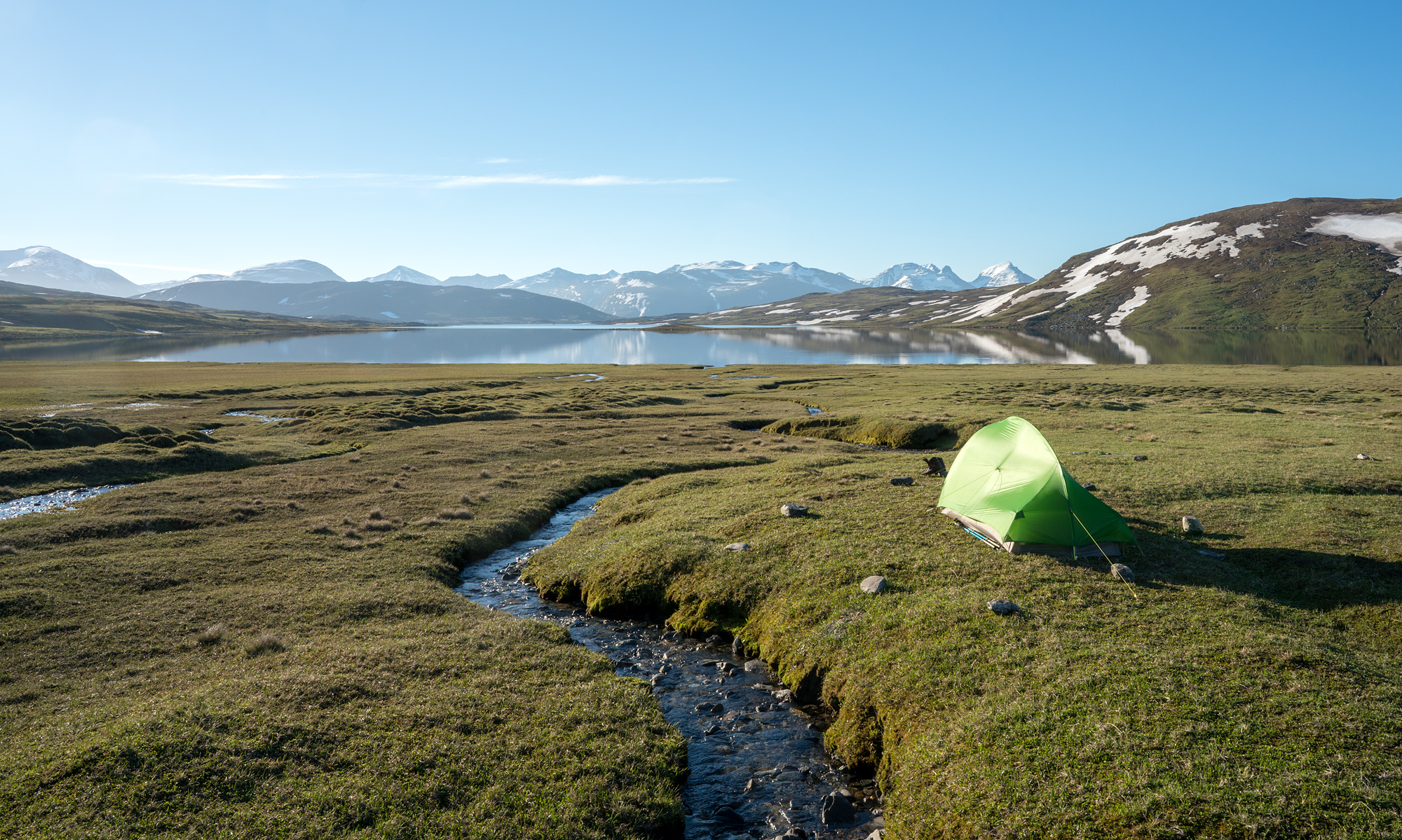
Norra sidan av Álájávrre.
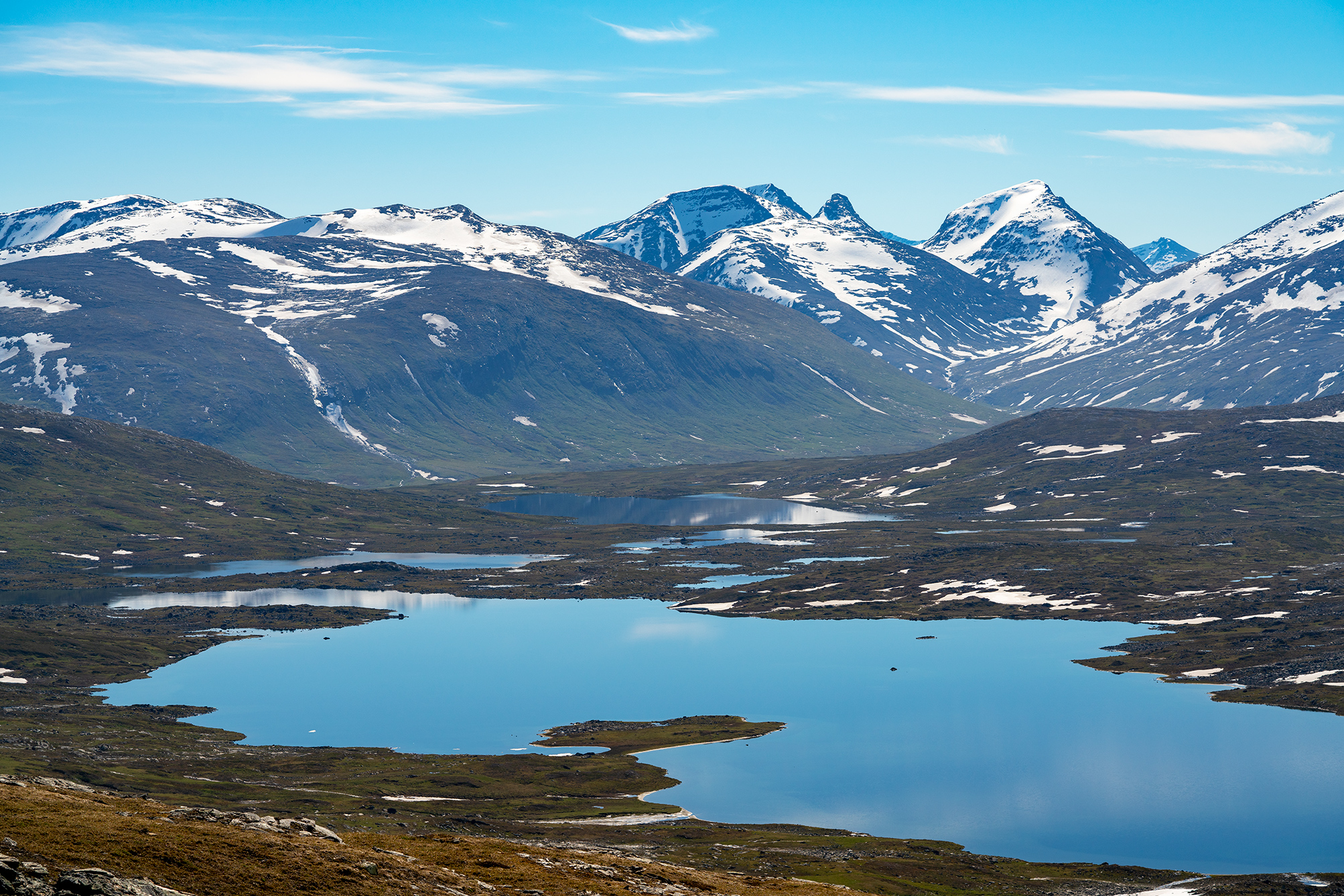
Vy mot östra Álájávrre från 1204 på Álátjåhkkå.
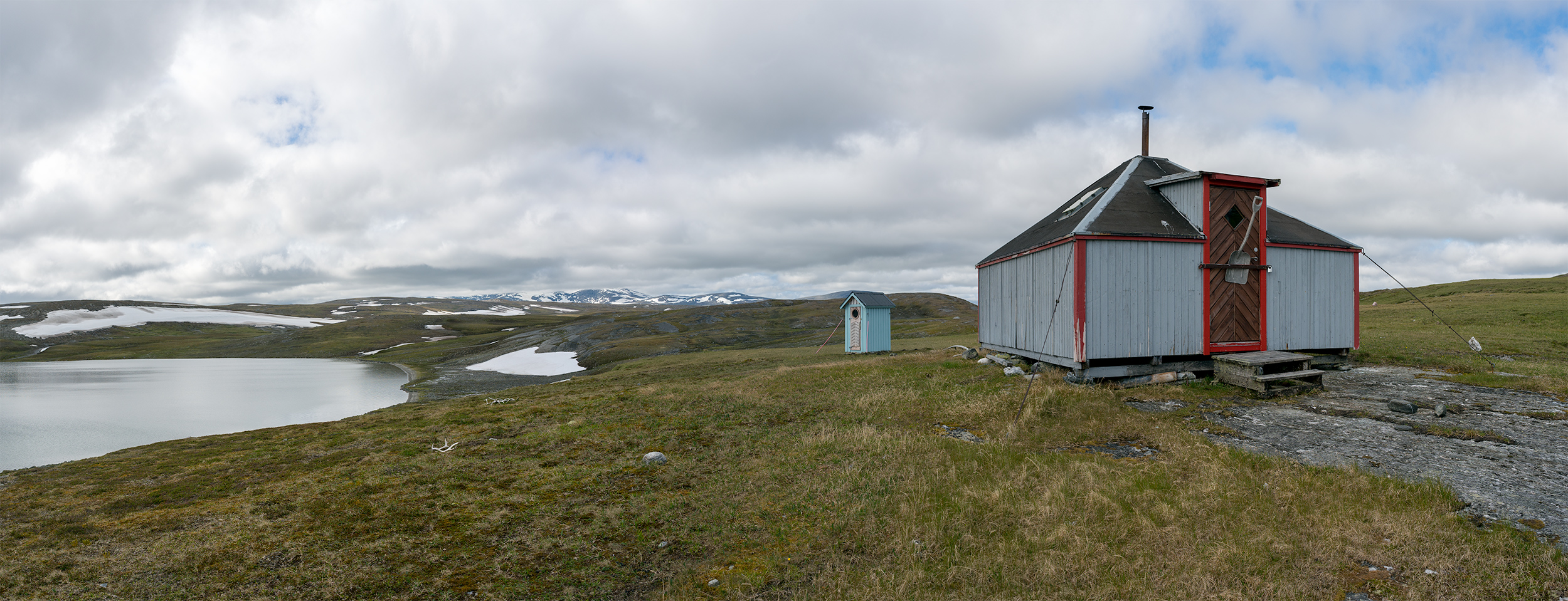
Renvaktarstuga vid västra sidan av Álájávrre.